# 3567 Alvema
3567 Alvema este un asteroid din centura principală, descoperit pe 15 noiembrie 1930 de Eugène Delporte.